# Ferenc Szisz
Ferenc Szizs, född 20 september 1873, död 21 februari 1944, var en ungersk racerförare.
Szisz blev den första Grand Prix-vinnaren då han vann Frankrikes Grand Prix 1906.